# Чертовский, Евгений Ефимович
Евге́ний Ефи́мович Черто́вский (1902—1961) — советский военный инженер-конструктор. Создатель первого отечественного компенсационного костюма для высотных полётов, названного скафандром.

## Биография
Родился в 1902 году в семье служащего управления железными дорогами Ефима Алексеевича Чертовского. Жил в Ленинграде.
В РККА с 1919.
С 1931 — участник Ленинградской группы изучения реактивного движения (ЛенГИРД) при Обществе содействия
обороне, авиационному и химическому строительству (Осоавиахим).
Работал на Ленинградском учебном комбинате ГВФ, в ленинградском Научно-экспериментальном стратосферном бюро.
Инженер Института авиационной медицины при Ленинградском институте гражданского воздушного флота.
Участник Великой Отечественной войны.
Служил в 54-м отдельном батальоне аэродромного обслуживания.
В 1920-х годах медики стали осознавать необходимость создания костюмов для лётчиков выполнявших высотные полёты, так как самолёты некоторых моделей могли подниматься на высоту до 8-10 тыс. метров и лётчики стали жаловаться на головокружение и временную потерю сознания. Британский врач-физиолог Джон Холдейн предлагал использовать для защиты от декомпрессии водолазные костюмы с принудительной подачей кислорода. Немногим позже, в 1930-е годы, стали набирать популярность высотные стратостаты, которые поднимались на высоты до 20 тыс. метров, и подъёмы на такие высоты без защитных костюмов или защитных кабин были невозможны.
Советский Союз принимал активное участие в создании стратостатов. 30 сентября 1933 года стратостат «СССР-1» совершил рекордный подъём на высоту 19 км с экипажем в составе: Эрнст Бирнбаум, Константин Годунов, Георгий Прокофьев. Следующим шагом был запланирован полёт стратостата «СССР-3» с подъёмом на высоту 27 тыс. метров. В этот момент стал вопрос создания специальных защитных костюмов. Задача по созданию таких костюмов была поставлена перед Евгением Чертовским, который на тот момент занимал должность техника-инженера в Институте авиационной медицины.
Первой работой Чертовского по защите пилотов на высоте стало создание герметичной кабины для аэростата «Осоавиахим-1», который потерпел крушение при спуске из-за оледенения, установив при этом рекорд подъёма на высоту в 22,5 тыс. метров. При конструировании стратостата «СССР-3» конструкторы пришли к выводу, что создание только герметичной кабины для наборы высоты в 27 тыс. метров будет недостаточно для безопасности лётчиков. И тогда Чертовской сконструировал высотный компенсационный костюм, который назвал скафандром, позаимствовав термин из лексики водолазов, само изделие получило название Ч-1.
Скафандр Ч-1 представлял собой герметичный комбинезон со шлемом и небольшим стеклом для глаз, при достижении стратостатом или самолётом критических высот в этот костюм нагнетался воздух, таким образом внутри костюма создавалось высокое давление, спасавшее пилота от декомпрессии. После нескольких испытаний Ч-1 Чертовской стал осознавать, что устройство не совершенно, основная проблема заключалась в том, что в тот момент, когда в скафандр подавался воздух, у пилота практически пропадала возможность сгибать и разгибать руки и ноги, если это и получалось, то требовало огромных физических усилий.
Проблема была решена в следующей модели скафандра Ч-2, в которой на месте сгиба конечностей были установлены шарниры. Следующей моделью скафандра Чертовского стала созданная в 1936 году модель Ч-3, в которой уже были учтены гигиенические требования, внутри комбинезона находилось впитывающее термобелье, сам скафандр был сделан из прорезиненной ткани, а также были значительно улучшены возможности работы пилота руками. Модель Ч-3 содержала в себе практически все важные элементы, которые есть в современном космическом скафандре.
Модель скафандра Ч-3 прошла испытание на тяжёлом бомбардировщике ТБ-3 в мае 1937 года, самолёт поднялся на высоту 12 тыс. метров, лётчиками были даны высокие оценки модели скафандра. В этом же году Центральным советом Осоавиахима Чертовскому была присуждена премия за решение проблемы подвижности скафандра.
В 1938 году Чертовской создал модели Ч-4 и Ч-5, а в 1940 году модели Ч-6 и Ч-7. Начавшаяся в 1941 году Великая Отечественная война сместила задачи советской авиационной промышленности в более прагматичную плоскость. После окончания войны задачами создания новых скафандров было поручено заниматься Лётно-исследовательскому институту в городе Жуковском (ЛИИ).
После Великой Отечественной войны полковник Е. Е. Чертовской продолжил свою работу по высотным костюмам и скафандрам. С 1948 по 1951 годы он служил начальником военной кафедры Ленинградского института авиационного приборостроения (ЛИАП), где создал новые образцы спасательных скафандров, высотно-компенсирующих костюмов для лётчиков, а также противоперегрузочные устройства типа АУЧ-1 для лётчиков сверхзвуковой авиации. В 1959 г., ещё до полёта человека в космос, Е. Е. Чертовской самостоятельно разработал проект «космического скафандра-капсулы», на который получил авторское свидетельство комитета по делам изобретений и открытий при Совете Министров СССР.
Инженер-полковник.
Награды:
орден Красной Звезды (06.05.1946),
орден Красного Знамени (19.11.1951),
орден Ленина (05.11.1954).
Похоронен на Богословском кладбище Санкт-Петербурга.